# Панино (Пермский край)
Панино — деревня в Косинском районе Пермского края. Входит в состав Косинского сельского поселения. Располагается севернее районного центра, села Коса. Расстояние до районного центра составляет 30 км. По данным Всероссийской переписи населения 2010 года, в деревне проживало 73 человека (37 мужчин и 36 женщин).

## История
До Октябрьской революции населённый пункт Панино входил в состав Гаинской волости, а в 1927 году — в состав Панинского сельсовета. По данным переписи населения 1926 года, в деревне насчитывалось 59 хозяйств, проживало 300 человек (146 мужчин и 154 женщины). Преобладающая национальность — коми-пермяки. Действовала школа первой ступени.
По данным на 1 июля 1963 года, в деревне проживало 214 человек. Населённый пункт входил в состав Порошевского сельсовета.